# Rhener Freitas
Rhener Ferreira de Freitas (* 19. Dezember 1995 in Itaú de Minas, Minas Gerais) ist ein brasilianischer Schauspieler und Sänger. International bekannt wurde er durch seine Rollen Thiago Kunst sowie Maurício Sombah in den Disney-Serien BIA sowie Musical: Ab ins Rampenlicht!.

## Biografie
Schon in jungen Jahren begann Freitas mit der Schauspielerei. So nahm er u. a. an Theaterkursen teil. Ab seinem 15. Lebensjahr spielte Freitas mit seiner Band. Mit 18 Jahren zog er nach São Paulo, um eine Karriere in künstlerischen Bereichen aufzubauen. Um seinen Lebensunterhalt finanzieren zu können, arbeitete er u. a. in einem Bekleidungsgeschäft. In São Paulo besuchte er für ein Schauspielstudium die Schauspielschule Escola de Atores Wolf Maya. Nachdem er für den Cast der Disney-Telenovela BIA ausgewählt wurde, begann Freitas Spanisch zu lernen. Für den Dreh der Serie zog er nach Buenos Aires. Freitas verkörperte die Rolle Thiago Kunst in beiden Staffeln der Serie und in der Spezialepisode Bia: Un mundo al revés. Mitte 2021 wurde bekannt, dass Freitas Teil der Disney+-Serie Musical: Ab ins Rampenlicht! wird. Dort war er in der Rolle des Maurício Sombah zu sehen. Neben seiner Rolle in der Disney-Serie war er im Herbst desselben Jahres im Musical Ney Matogrosso – Homem com H zu sehen. Im Film Mamonas Assassinas: O Filme, der am 28. Dezember 2023 in die brasilianischen Kinos kam, spielte Freitas das Bandmitglied Sergio Reoli. Der Film widmet sich der vormaligen brasilianischen Satire-Rockband Mamonas Assassinas und ihrer Entstehungsgeschichte.

## Filmografie

### Fernsehen
- 2019–2020: BIA
- 2021: Bia: Un mundo al revés
- 2022: Musical: Ab ins Rampenlicht! (O coro: Sucesso, aqui vou eu)
- 2023: Mamonas Assassinas: O Filme

### Theater
- 2022: Ney Matogrosso – Homem com H – O Musical